# Frederick John Fulton
Pour les articles homonymes, voir Frederick Fulton et Fulton.
Frederick John Fulton (8 décembre 1862-25 juillet 1936) est un homme politique canadien de la Colombie-Britannique. Il est député provincial indépendant de la circonscription britanno-colombienne de Yale-North de 1900 à 1903, ainsi que député conservteur de Kamloops de 1903 à 1909. Il est ministe de l'Éducation, Secrétaire provincial, procureur général et chef commissaire aux Terres et aux Travaux. En tant que procureur général, il a dû gérer la condamnation du voleur de train américain Bill Miner (en).
Fulton est aussi député fédéral de la circonscription britanno-colombienne de Cariboo sous la bannière unioniste du premier ministre Robert Borden de 1917 à 1921.
Fulton meurt en juillet 1936 à l'âge de 73 ans.

## Famille
En 1906, il épouse Winnifred M. Davie, fille de l'ancien premier ministre britanno-colombien A. E. B. Davie. Le couple à quatre enfants et le plus jeune, Davie Fulton, est, comme son père, avocat à Kamloops et homme politique sur la scène provinciale en tant que chef du Parti conservateur de la Colombie-Britannique et sur la scène fédérale en tant que député de Kamloops et ministre dans le gouvernement de John Diefenbaker.